# Terceiro Planalto Paranaense

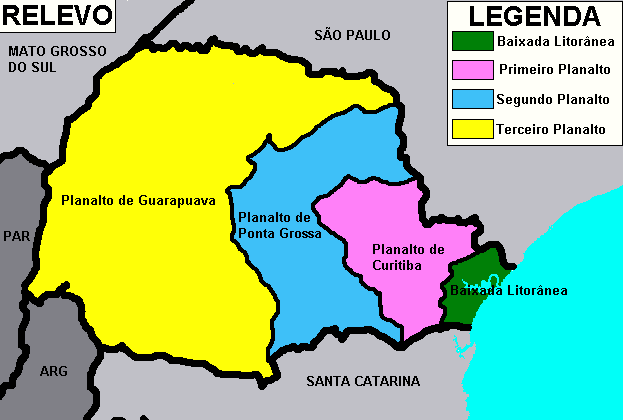
Terceiro Planalto Paranaense (gelb).

Terceiro Planalto Paranaense (auch Guarapuava-Hochebene) bezeichnet den Teil des Planalto Arenítico-Basáltico (Sandstein-Basalt-Hochebene), der in Paraná (Brasilien) liegt. Dies ist eine Untereinheit des Planalto Meridional oder Planalto das Araucárias, der sich über den größten Teil Südbrasiliens erstreckt. Hier führen die unterschiedlichen Verwitterungsgeschwindigkeiten von Basalt und Sandstein zur Bildung von Schichtstufen. Die Schichtstufen werden lokal auch Serras genannt.

## Lage
Der Terceiro Planalto Paranaense erstreckt sich von der Serra do Cadeado im Nordosten von Paraná in ost-westlicher Richtung bis zum Río Paraná. Im Osten wird er durch die Serra Geral begrenzt, die mit Höhenunterschieden von 750 m die beherrschende Landform der paläozoischen Ponta-Grossa-Hochebene (Segundo Planalto Paranaense) darstellt.
Im Westen wird er vom Paraná begrenzt. Dieser bildete flussabwärts der heute vom Itaipú-Stausee überfluteten Wasserfälle von Sete Quedas eine beeindruckende Schlucht. Die Hochebene erstreckt sich über die Grenzen des Bundesstaates Paraná hinaus und ist die Landform von Teilen der Gebiete von Mato Grosso do Sul, Paraguay und Argentinien.

## Geländeform

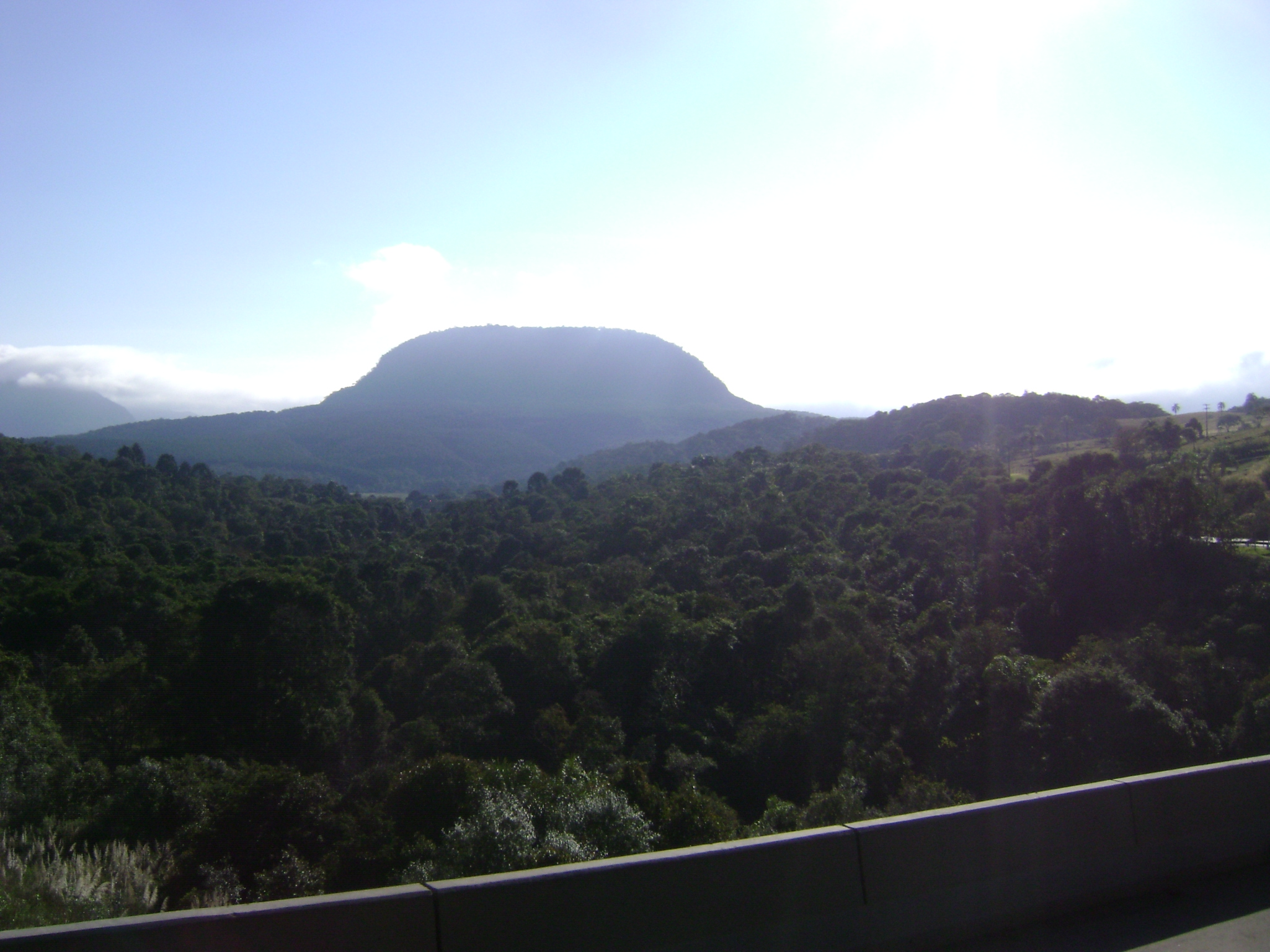
Übergang von der Zweiten zur Dritten Hochebene im Munizip Guarapuava

Die basaltische Guarapuava-Hochebene ist durch aufeinander folgende Basaltschüttungen entstanden. Wie in der paläozoischen Ponta-Grossa-Hochebene nehmen die Höhen sanft nach Westen hin ab: von 1.250 m im Osten bis 300 m im Tal des Paraná oberhalb von Sete Quedas.

## Böden und Gestein
Die charakteristischen Böden der Guarapuava-Hochebene werden durch das Gestein des Paraná-Beckens aus dem Mesozoikum gebildet. Es besteht aus magmatischem Gestein, im Prinzip Basalten, deren Umwandlung die Terra Roxa gebildet hat, sowie aus Sedimentgestein, das die Basalte im nordwestlichen Teil des Staates überdeckt.

## Klima
Im westlichen, tiefer gelegenen Teil der Guarapuava-Hochebene herrscht subtropisches Klima (Cfa nach Köppen-Geiger) mit Niederschlägen über das ganze Jahr und heißen Sommern. Die Temperaturen liegen im Jahresmittel um die 19 °C, die jährlichen Niederschlagsmengen erreichen bis zu 1.500 mm. Im östlichen, höher gelegenen Teil herrscht Cfb-Klima mit über das gesamte Jahr verteilten 1.200 mm Niederschlag, gemäßigten Sommern und mittleren Jahrestemperaturen um die 17 °C.